# Rammeglas
Rammeglas til indramning af billeder omfatter hovedsageligt tre typer glas, 2,5 mm tykt.

## Glastyper

### Almindeligt glas
Glasset er billigt og tillader omkring halvdelen af det skadelige ultraviolette lys, at ramme billedet.

#### Karakteristik
2,5 mm tykt glas.
- Ultraviolet lys: 45% af lyset blokeres
- Lyspassage: Over 90% af lyset passerer
- Refleksion: Under 8%  af lyset reflekteres

### Refleksfrit glas med ultraviolet beskyttelse
Glasset er coated for reduktion af ultraviolet-stråling medens reflekserne reduceres til mindre end 1%

#### Karakteristik
2,5 mm tykt glas.
- Ultraviolet lys: 78% af lyset blokeres
- Lyspassage: Over 96% af lyset passerer
- Refleksion: Under 1%  af lyset reflekteres

### Museumsglas
Glasset er coated for reduktion af ultraviolet-stråling medens reflekserne reduceres til mindre end 1% samt præsenterer billedet optimalt.

#### Karakteristik
2,5 mm tykt glas.
- Ultraviolet lys: 99% af lyset blokeres
- Lyspassage: Over 96% af lyset passerer
- Refleksion: Under 1%  af lyset reflekteres